# François-Xavier Villain
Pour les articles homonymes, voir Villain.
François-Xavier Villain, né le 31 mai 1950 à Abbeville et mort le 27 avril 2025 à Cambrai, est un homme politique français.
Avocat, il est maire de Cambrai de 1992 à sa mort et président de la communauté d'agglomération de Cambrai de 2008 à 2021. Il exerce les fonctions de conseiller général du Nord de 1982 à 2002 et de député de 2002 à 2017.

## Biographie

### Carrière professionnelle
Diplômé de l'Institut d'études politiques de Paris en 1972, François-Xavier Villain s'inscrit la même année au barreau de Cambrai, à seulement 22 ans, faisant de lui le plus jeune avocat de France.

### Débuts en politique
Baigné dans le monde politique par son père, François-Yves Villain, militant gaulliste, il se lance très tôt dans la vie politique locale et c'est sous le mandat de Jacques Legendre qu'il est élu pour la première fois conseiller municipal en 1977, puis adjoint au maire chargé du personnel en 1983.
Parallèlement, François-Xavier Villain est élu conseiller général dans le canton de Cambrai-Ouest en 1982, fonction qu'il occupera jusqu'en 2002. Il est vice-président du conseil général du Nord de mars 1992 à mars 1998. Il assure également la présidence de la commission de la décentralisation et des ressources humaines de cette instance de 1994 à 1998.

### Maire de Cambrai
Élu maire de Cambrai le 18 octobre 1992 après la démission de Jacques Legendre, frappé par le cumul des mandats à la suite de son élection au Sénat, il est réélu dès le premier tour en 1995 avec 67,3 % des voix et en 2001 avec 63,9 % des voix.
En tant que maire, il est notamment à l'origine de la création de réunions de quartier en 1993, ainsi que du dispositif Handimômes, visant à accompagner les parents d'enfants en situation de handicap.
Sa liste l’emporte au premier tour des élections municipales de 2008 avec 66,2 % des voix. En décembre de la même année, il est élu président de la communauté d'agglomération de Cambrai à la suite de la démission de Jacques Legendre.
La redistribution des forces armées en France ayant entraîné la fermeture de la base aérienne 103 Cambrai-Épinoy, il obtient du gouvernement le classement de l’intégralité de l’arrondissement en zone de revitalisation (aide fiscales à la création d’entreprises) et l’installation à Cambrai du centre d'analyse comptable et financière du ministère de la Défense. Cette installation est finalement abandonnée. Accompagné de Guy Bricout, maire de Caudry, François-Xavier Villain présente en 2012 un premier projet de reconversion de la base aérienne en parc à thème autour de la mobilité, Mobilopolis. C'est finalement le projet d'une plateforme logistique spécialisée dans le commerce en ligne, baptisée E-Valley, qui voit le jour. Le site, cédé pour un euro symbolique à la communauté d'agglomération de Cambrai jointe à la communauté de communes Osartis Marquion, est le plus grand parc européen de logistique avec 750 000 m2 d'entrepôts et 1 300 emplois créés ; il est inauguré par François-Xavier Villain, en présence de Xavier Bertrand, président du conseil régional des Hauts-de-France, le 11 mai 2021.
François-Xavier Villain est reconduit une nouvelle fois à la mairie de Cambrai lors des élections municipales de 2014. Sa liste « Union pour Cambrai » est élue avec 72,5 % des voix dès le premier tour, obtenant une majorité de 35 sièges sur 39 au conseil municipal qui lui permet d'être réélu maire le 29 mars 2014. Il est réélu peu après président de la communauté d'agglomération de Cambrai (CAC).
Le 2 janvier 2017, François-Xavier Villain est réélu à la présidence de la communauté d'agglomération de Cambrai après la fusion de celle-ci avec la communauté de communes de la Vacquerie.
Il annonce en août 2019 sa candidature aux élections municipales de 2020 à Cambrai. Sa liste l'emporte au premier tour avec 56,3 % des voix face à six autres listes. Il est réélu maire par le conseil municipal le 24 mai 2020,. Candidat à sa succession à la présidence de la CAC, le 15 juillet suivant, il l'emporte d'une courte tête face à la dissidente Marjorie Gosselet (48 voix contre 44). Dans la foulée, il retire les délégations de trois vice-présidents soutenus par cette dernière. Il démissionne de la présidence de l'intercommunalité l'année suivante.

### Député du Nord
Il se rapproche de Guy Bricout, maire de Caudry, deuxième principale ville de la dix-huitième circonscription du Nord, avec qui il remporte les élections législatives de 2002 et de 2007. Sous le slogan « La passion du territoire », ce même binôme est réélu pour un nouveau mandat en 2012. Sur l'ensemble de ses mandats, il fait partie des députés les moins actifs de l'Assemblée nationale,,, avec notamment 0 intervention en hémicycle entre 2002 et 2006. Il se défend en affirmant : « Ce n'est pas parce qu'on ne vient pas à Paris qu'on est un mauvais député », préférant se qualifier d'« animateur de territoire », notamment sur le plan économique.
D'abord non-inscrit à l'Assemblée nationale, François-Xavier Villain est un temps vice-président de Debout la République (DLR), avant de rejoindre en 2012 le groupe de l'Union des démocrates et indépendants (UDI), présidé par Jean-Louis Borloo,.
En 2004, il dépose une proposition de loi pour instaurer un congé de deuil parental,. Renvoyée en commission, elle n'est finalement adoptée qu'en 2020 après le dépôt d'une nouvelle proposition de loi par Guy Bricout. En 2009, il se prononce contre la loi Hadopi proposée par la ministre de la Culture, Christine Albanel. Militant pour l’amélioration du permis à points, il dépose une proposition de loi permettant à tous les professionnels de la route de bénéficier d'un bonus de points sous certaines conditions.
Il parraine la candidature de Nicolas Dupont-Aignan à l'élection présidentielle de 2017 puis ne se représente pas aux élections législatives qui suivent, en application de la loi sur le cumul des mandats.
Le 9 novembre 2017, la Haute Autorité pour la transparence de la vie publique (HATVP) dépose contre François-Xavier Villain une plainte qui « estime, au regard des différents éléments dont elle a connaissance, qu'il existe en l'état un doute sérieux quant à l'exhaustivité, l'exactitude et la sincérité de ces déclarations ». Le 2 mars 2021, il est condamné à deux mois de prison avec sursis et 10 000 euros d'amende, ainsi qu'à un an d'inéligibilité, jugement dont il fait appel. Le 31 mai 2023, en appel, il est condamné à 20 000 euros d'amende, sans la peine d'inéligibilité prononcée en première instance.

### Maladie et mort
Le 7 septembre 2022, il annonce se mettre provisoirement en retrait des affaires de la ville de Cambrai pour soigner un cancer, sa première adjointe assurant l'intérim. Il reprend ses activités à la fin de l'année 2023. Fin octobre 2024, François-Xavier Villain est hospitalisé en urgence et subit une intervention chirurgicale.
François-Xavier Villain meurt le 27 avril 2025 à Cambrai, à l'âge de 74 ans, des suites de sa maladie.

## Détail des mandats et fonctions
En 2017, selon un classement publié par le site d'information Mediacités, il est le troisième homme politique du Nord par le cumul des mandats, avec 97 années de mandats cumulées,. Au cours de sa carrière politique, François-Xavier Villain est :
- conseiller municipal de Cambrai du 21 mars 1977 à sa mort ;
- conseiller général du Nord (élu dans le canton de Cambrai-Ouest) du 22 mars 1982 au 17 juillet 2002 ;
- adjoint au maire de Cambrai du 14 mars 1983 au 18 octobre 1992 ;
- vice-président du conseil général du Nord du 15 mars 1992 au 23 mars 1998 ;
- maire de Cambrai du 18 octobre 1992 à sa mort ;
- vice-président de la communauté d'agglomération de Cambrai du 22 décembre 1992 au 18 décembre 2008 ;
- député de la dix-huitième circonscription du Nord du 19 juin 2002 au 20 juin 2017 ;
- président de la communauté d'agglomération de Cambrai du 18 décembre 2008 au 10 décembre 2021.

## Décorations
François-Xavier Villain est nommé au grade de chevalier dans l'ordre des Palmes académiques. Le 21 novembre 1995, il est nommé au grade de chevalier dans l'ordre national du Mérite au titre de « vice-président du conseil général du Nord, maire de Cambrai ; 23 ans d'activités professionnelles, de services militaires et de fonctions électives ».